# Yves Saint Laurent
Yves Saint Laurent, właśc. Yves Henri Donat Mathieu Saint-Laurent (ur. 1 sierpnia 1936 w Oranie w Algierii, zm. 1 czerwca 2008 w Paryżu we Francji) – francuski projektant mody, współtwórca domu mody Yves Saint Laurent SAS.

## Życiorys
Po ukończeniu szkoły średniej w Oranie w Algierii, Saint Laurent w wieku 17 lat z teczką własnych rysunków przybył do Paryża. Pierwszym jego sukcesem w świecie mody stało się zwycięstwo w konkursie na projekt sukienki koktajlowej, organizowany przez firmę Woolmark. Ówczesna redaktor naczelna miesięcznika Vogue zaaranżowała jego spotkanie z Christianem Diorem, po którym Dior zatrudnił młodego Saint Laurenta na stanowisku głównego projektanta. Po śmierci Diora w 1957 YSL stanął na czele domu mody Dior i uratował firmę od bankructwa.
W samym środku sukcesów przyszło powołanie do wojska w związku z wojną francusko-algierską. Saint Laurent doznał głębokiego załamania nerwowego po brutalnym odrzuceniu przez współtowarzyszy-żołnierzy z powodu swojej orientacji homoseksualnej. Trafił do szpitala psychiatrycznego, gdzie przechodził nieskuteczną terapię elektrowstrząsową mającą na celu jego przemianę w heteroseksualistę.
Gdy wyszedł z załamania nerwowego, odszedł z domu Diora i założył własne przedsiębiorstwo przy pomocy finansowej swego partnera w życiu i w interesach Pierre’a Bergé’a. Od tamtej pory był to uznany przez nich podział ról: Yves projektował, Pierre zajmował się stroną finansowo-organizacyjną. Lata 60. i 70. to triumfy i przełomowe kolekcje. YSL wypromował wygląd bitników w modzie – skórzane krótkie kurtki, wysokie buty. Wprowadził modę na tweedowe marynarki, a w 1966 ubrał kobietę w smoking, dotąd zarezerwowany dla mężczyzn. YSL był projektantem swojej epoki, w której kobiety podejmowały „męskie” zawody i w której młodzież tworzyła kontrkulturę wobec świata dorosłych i stawiała się wobec niego w opozycji także poprzez odmienne ubrania.
W 1972 Andy Warhol stworzył serię portretów YSL.
Yves Saint Laurent odszedł na emeryturę w styczniu 2002 roku, w czterdziestoczterolecie rozpoczęcia kariery.
W 1993 dom mody YSL sprzedano koncernowi farmaceutycznemu Sanofi. W 1999 grupa Gucci, część grupy PPR (Pinault-Printemps-Redoute) odkupiła markę YSL. Do 2004 projektantem odzieży pod marką YSL był Amerykanin Tom Ford, a po 2004 Włoch Stefano Pilati.
Yves Saint Laurent zmarł 1 czerwca 2008 w swoim domu w Paryżu w wieku 71 lat. Przyczyną śmierci był rak mózgu. Uroczystości pogrzebowe miały miejsce 5 czerwca 2008 w Paryżu w kościele Św. Rocha. Wziął w nich udział prezydent Francji Nicolas Sarkozy z małżonką oraz projektanci mody, m.in. Jean-Paul Gaultier, Christian Lacroix. Po kremacji jego prochy rozsypano w ogrodzie willi Saint Laurenta w Marrakeszu.

## W kulturze
- Yves Saint Laurent: Ostatnia kolekcja, film dokumentalny (2007)
- Szalona miłość - Yves Saint Laurent, film dokumentalny (2010)
- Saint Laurent, dramat biograficzny (2014)
- Yves Saint Laurent, dramat biograficzny (2014)
- Yves Saint Laurent i jego szkice, film dokumentalny (2017)